# فن ما قبل التاريخ
في تاريخ الفن، يعني مصطلح فن ما قبل التاريخ (بالإنجليزية: Prehistoric art)‏ كل الفن المُنتج في الحضارات قبل التاريخية وقبل الكتابية بدءًا من مرحلة ما متأخرة جدًا في التاريخ الجيولوجي للأرض، حتى تطوير الحضارة المعنية الكتابة أو غيرها من وسائل لحفظ السجلات، أو إجرائها اتصالًا هامًا مع حضارة أخرى تمتلك تلك الوسائل، الأمر الذي يحفظ سجلاتٍ لبعض الأحداث التاريخية الكبرى. يبدأ في هذه المرحلة فن العالم القديم، بالنسبة للحضارات المتقدمة ثقافيًا. بالتالي، يتباين تاريخ نهاية الفترة الزمنية التي يغطيها المصطلح حول العالم.
تشكل أقدم الأدوات البشرية التي تظهر دليلًا على حرفية ذات غاية فنية موضوعًا لبعض الجدال. من الواضح أن هذه الحرفية وجدت منذ 40,000 عام في العصر الحجري القديم العلوي، مع أن احتمال بدئها قبل ذلك ممكن جدًا. في سبتمبر من عام 2018، أعلن علماء عن اكتشاف أقدم لوحة رسمها إنسان عاقل، وقُدّر عمرها بـ 73.000 عام، أقدم بكثير من الأدوات الراجعة إلى 43.000 عام التي اعتُقد أنها أقدم رسوم وُجدت قبلًا للإنسان الحديث.
وُجدت قواقع نقشها الإنسان المنتصب يوغل تاريخها إلى 500,000 عام، رغم أن الخبراء يختلفون حول إمكانية تصنيف هذه المنقوشات «فنًا» صحيحًا. من العصر الحجري القديم العلوي وصولًا إلى العصر الحجري المتوسط، سادت رسومات الكهوف والقطع الفنية المحمولة مثل التماثيل الصغيرة والخرز، شوهدت أعمال تزيينية تشخيصية على بعض الأغراض المنفعيّة. ظهر في العصر الحجري الحديث دليل عن باكورة صناعة الفخار، كما ظهر النحت وبناء الجنادل. ظهر فن النقش على الصخور للمرة الأولى في هذه الفترة أيضًا. أدخل تقدم صناعة الأدوات المعدنية في العصر البرونزي وسائل إضافية في حيز الاستخدام في مجال صناعة الفن، أدت إلى زيادة في تنوع الأساليب، وإنشاء أغراض لم يكن لها أي وظيفة واضحة غير الفن. شهد أيضًا تطور الفنانين في بعض المناطق، وهم طبقة من الناس متخصصون في إنتاج الفن، بالإضافة إلى أنظمة الكتابة الأولى. بحلول العصر الحديدي، بزغت الحضارات الكتابية من مصر القديمة وصولًا إلى الصين القديمة.
استمر العديد من السكان الأصليين حول العالم بإنتاج الأعمال الفنية الخاصة بمناطقهم الجغرافية وحضارتهم، حتى أحضر لهم الاكتشاف والتجارة وسائلًا لحفظ السجلات. طورت بعض الحضارات، بالأخص حضارة المايا، كتابة مستقلة خلال فترة ازدهارها، لكنها فُقدت لاحقًا. قد تصنف هذه الحضارات على أنها قبل تاريخية، خصوصًا إذا لم تُحل رموز أنظمة كتابتها.

## نبذة تاريخية
يمكن القول بأن فن ما قبل التاريخ قد أرسى دعائمه منذ العصر الحجري القديم الأوسط (بالإنجليزية: Paléolithique moyen)‏، ولكن ذلك لا يعني أنه تشكل تماماً وتطور خلال تلك الفترة وحدها، إذ احتاج فترة طويلة كي يتبلور وينتج أشكالا فنية أكثر تنوعا وإبداعا وذات أبعاد متجددة ومتعددة، ولم تخبرنا للبقى الأثرية عن مثل ذلك التطور الفعلي إلا خلا الطور الأعلى من العصر الحجري (30000 حتى 12000 سنة بأوروبا والهلال الخصيب)، حيث مثل الاستقرار أهم عامل شجع على الإبداع بشتى أنواعه خاصة فيما يتمثل في الرسوم والنحوتات وخاصة في التماثيل الكبيرة وفي العمارة أيضا.